# Маріна ді Джакомо
Маріна ді Джакомо (ісп. Marina di Giacomo, 9 січня 1976) — аргентинська хокеїстка на траві.
Бронзова призерка Олімпійських Ігор 2004 року.